# Crime Patrol
Crime Patrol är ett interaktivt TV-spel utgivet av American Laser Games 1993.

## Handling
Spelaren antar rollen som polisman, och skall besegra brottslingar från butikstjuvar till gangsters, knarkhandlare och terrorister. Arkadversionerna spelas med ljuspistol.

### Fotnoter
1. ↑  ”Crime Patrol” (på engelska). Mobygames. 16 mars 1993. http://www.mobygames.com/game/crime-patrol. Läst 18 maj 2015.